# Tu primo grande amore
Tu primo grande amore è un singolo del cantante italiano Vincenzo Cantiello, pubblicato nel 2014 e vincitore dell'edizione 2014 del Junior Eurovision Song Contest.

## Descrizione
Il brano è stato scritto dallo stesso Cantiello con Fabrizio Berlincioni, Francesca Giuliano e successivamente incluso nell'album della manifestazione.
Le musiche sono di Leonardo de Amicis, Alterisio Paoletti e Fabrizio Berlincioni.

## Video musicale
Il video del brano è stato girato al Gran Teatro del parco di divertimenti Rainbow MagicLand di Roma.